# Lomagne (Adelsgeschlecht)
Lomagne ist die Familie der Vizegrafen von Lomagne und Auvillar, die zu Beginn des 13. Jahrhunderts nach einer Adoption die Grafschaft Armagnac übernahm. Die Vizegrafschaften Lomagne und Auvillar erhielten sie als Mitgift der Adelais von Aquitanien, einer Tochter von Wilhelm III. (V.) der Große, Herzog von Aquitanien und Graf von Poitou.

## Geschichte
1302 erbte Graf Bernard VI. von Armagnac die Grafschaft Rodez, 1435 dessen Enkel Bernard, Graf von Pardiac die Grafschaft La Marche, 1461 wurde dieser zum Herzog von Nemours ernannt. Die Grafen von Armagnac starben 1497 aus, ihre unehelichen Nachkommen 1585, die Herzöge von Nemours waren bereits 1504 ausgestorben.
Der bekannteste Angehörige der Familie ist Bernard VII. d’Armagnac, Connétable von Frankreich und Anführer der Armagnaken im Bürgerkrieg der Armagnacs und Bourguignons 1410–1419.

## Stammliste (Auszug)

### Die Vizegrafen von Lomagne und Auvillar
1. Arnaldo II. (1021/um 1059 bezeugt), Vicomte de Lomagne et d‘Auvillar; ⚭ Adelais von Aquitanien, Tochter von Wilhelm III. (V.) der Große, Herzog von Aquitanien und Graf von Poitou, (Ramnulfiden) und Witwe von Géraud I. Trancaléon, Graf von Armagnac, (Haus Armagnac)
  1. Odo II., 1062–1084 Vicomte de Lomagne et d’Auvillar 
    1. Odo III., um 1085 Vicomte de Lomagne et d’Auvillar
      1. Vivian/Vézian I., 1084–1103 Vicomte de Lomagne et d’Auvillar
        1. Odo IV., 1137–1178 Vicomte de Lomagne et d’Auvillar 
          1. Vivian/Vézian II. († nach 1221), 1180 Vicomte de Lomagne et d’Auvillar
            1. Odo V., Vicomte de Lomagne et d’Auvillar
              1. Arnaldo III. (1245–1264 bezeugt), Vicomte de Lomagne et d’Auvillar; ⚭ I Mascarosse d’Armagnac, Tochter von Géraud V., Graf von Armagnac (siehe unten); ⚭ II Escaronne de Lomagne, Tochter von Géraud Trancaléon, Seigneur de Blaziert; ⚭ III Marie d’Anduze, Tochter von Pierre Bermond, Seigneur de Sauve et d’Anduze
                1. (I) Mascarosse († vor 1254), Comtesse d’Armagnac; ⚭ Esquivet de Chabanais
                2. (II) Vézian III. († 1280), Vicomte de Lomagne
                3. (III) Philippe, 1280 Vicomtesse de Lomagne et d’Auvillar; ⚭ Hélie VII., genannt Talleyrand, Graf von Périgord, (Haus Périgord)

            2. Ispan I. (1204–1222 bezeugt) – Nachkommen: die Herren von Gimat († im 15. Jahrhundert)

          2. Odo I. de Lomagne, Seigneur de Fimarçon; ⚭ Mascarosse d’Armagnac, Tochter von Géraud III., Graf von Armagnac, (Haus Armagnac) 
            1. Bernardo I., wird von seinem Onkel, Bernard IV. Graf von Armagnac adoptiert, 1182 Bernard d’Armagnac – Nachkommen siehe unten
            2. Odo II., Seigneur de Fimarçon – Nachkommen

        2. Arnaldo I., Seigneur de Baix; ⚭ Rogine d’Albret, Tochter von Bernardo Aiz III., Sire d’Albret (Haus Albret) – Nachkommen die Herren von Baix

    2. Azivelle († 1066); ⚭ I Géraud I. Seigneur d’Arbeissan; ⚭ II Géraud II., Graf von Armagnac († 1095), (Haus Armagnac)

  2. Adelais; ⚭ I Gaston III. Centule, Vicomte de Béarn et d’Oloron; ⚭ II Roger, Vicomte de Gabarret (um 1045 bezeugt), (Haus Dax)

### Die Grafen von Armagnac
1. Bernardo I., wird von seinem Onkel, Bernard IV. Graf von Armagnac adoptiert, 1182 Bernard d’Armagnac – Vorfahren siehe oben
  1. Bernardo II. († wohl 1200), vor 1193 Vicomte de Fézensaguet
  2. Géraud V. († 1219), vor 1215 Comte d’Armagnac et de Fézensac, Vicomte de Fézensaguet
    1. Pierre Géraud († vor 1242), 1226 Comte d’Armagnac et de Fézensac
    2. Bernard V. († 1245/46), 1242 Comte d’Armagnac et de Fézensac
    3. Mascarosse († vor 1245); ⚭ Arnaldo III. Odo, Vicomte de Lomagne et d’Auvillers (siehe oben)

  3. Roger († vor 1245), Vicomte de Fézensaguet; ⚭ Puncela d’Albret, Tochter von Amanieu IV., Sire d’Albret, (Haus Albret)
    1. Géraud VI. († 1285), Vicomte de Fézensaguet, Comte d’Armagnac et de Fézensac; ⚭ Mathe de Béarn, Erbin von Gabardan, Eauzan und Brulhois-en-partie, Tochter von Gastom VI., Vicomte de Béarn
      1. Bernard VI. († 1319), Comte d’Armagnac, 1293 Sire d‘Albret, 1302 Comte de Rodez; ⚭ Isabella, Dame d’Albret († 1294), Erbtochter von Bernard Aiz IV. (Haus Albret); ⚭ II Cécile de Rodez, 1307 Erbtochter von Henri II., Comte de Rodez – Nachkommen siehe unten
      2. Gaston, 1294–um 1307 Vicomte de Fézensaguet; ⚭ Valburga, Tochter von Henri II., Graf von Rodez – Nachkommen († 1403)
      3. Roger († 1339), 1317 Bischof von Lavaur, 1318 Erzbischof von Auch, 1336 Bischof von Laon
      4. Pucelle; ⚭ Bernard VIII., 1312 Graf von Comminges, 1336 noch bezeugt

    2. Roger d’Armagnac (X wohl 1274) – Nachkommen: die Herren von Termes († nach 1500)
    3. Amanieu († 1318), Bischof von Bayonne, 1261 Erzbischof von Auch

### Die Grafen von Armagnac, Rodez und La Marche, und die Herzöge von Nemours
1. Bernard VI. († 1319), Comte d’Armagnac, 1293 Sire d‘Albret, 1302 Comte de Rodez; ⚭ Isabella, Dame d’Albret († 1294), Erbtochter von Bernard Aiz IV., (Haus Albret); ⚭ II Cécile de Rodez, 1307 Erbtochter von Henri II., Comte de Rodez – Vorfahren siehe oben
  1. (II) Jean I. (1373 bezeugt), 1312 Comte de Rodez, 1319 Comte d’Armagnac; ⚭ I Regine de Goth, Dame de Lomagne et d’Auvillar; ⚭ II Béatrix de Clermont, Baronin von Charolais († 1364), Tochter von Jean, Baron de Charolais, (Stammliste der Bourbonen)
    1. (II) Jean II. († 1384), 1351 Comte d’Armagnac, de Fézensac, Charolais et Rodez; ⚭ Jeanne de Périgord, Tochter von Roger Bernard, Graf von Périgord, (Haus Périgord)
      1. Jean III. (X 1391), 1384 Comte d’Armagnac et (bis 1380) de Charolais; ⚭ Marguerite, 1375 Comtesse de Comminges († 1443), Erbtochter von Comte Pierre Raimond II., (Haus Comminges)
        1. Jeanne; ⚭ Guillaume Amanieu, Sire de Lesparre
        2. Marguerite; ⚭ I Guillaume III., Vizegraf von Narbonne, (Haus Manrique de Lara); ⚭ II Guillaume de Tignières

      2. Bernard VII. († 1418), 1391 Comte d’Armagnac, Comte de Rodez, 1403 Comte de Pardiac et Vicomte de Fézensaguet; ⚭ Bonne de Berry († 1435), Tochter von Jean de Valois, duc de Berry, (Stammliste der Valois)
        1. Jean IV. († 1450), Vicomte de Lomagne, 1418 Comte d’Armagnac, 1421 Graf von L’Isle-Jourdain, Vicomte de Gimois; ⚭ I Blanche von Bretagne († wohl 1416), Tochter von Johann V., Herzog von Bretagne, (Haus Frankreich-Dreux)
          1. (II) Jean V. († 1473), Vicomte de Lomagne, 1450 Comte d’Armagnac, de Fézensac et de Rodez; ⚭ Jeanne de Foix († nach 1476), Tochter von Gaston IV., Graf von Foix, (Haus Grailly)
            1. (unehelich, Mutter: seine Schwester Isabelle) 2 Söhne, 1 Tochter
            2. (unehelich, Mutter: Marguerite de Pujos) Pierre, Bâtard d’Armagnac († 1514/1515), 1496 Vicomte de Gimois, Comte de L’Isle-Jourdain; ⚭ I Madeleine, Bâtarde d’Armagnac, Tochter von Jean de Lescun, Marschall von Frankreich; ⚭ II Yolande de La Haye, Tochter von Louis, Witwe von Jean d’Armagnac, 3. Herzog von Nemours (siehe unten)

          2. (II) Marie († 1473); ⚭ Johann II. von Valois, Herzog von Alençon († 1476), (Haus Valois-Alençon)
          3. (II) Eleonore († 1456); ⚭ Ludwig, Fürst von Orange († 1463), (Haus Chalon)
          4. (II) Charles († 1497), 1450–1470 Vicomte de Fézensaguet et de Crussels, 1484–1493 Comte d’Armagnac; ⚭ Catherine de Foix († 1510), Tochter von Jean IV. de Foix, Graf von Bénauges, Earl of Kendall, (Haus Grailly)
            1. (unehelich, Mutter: Marguerite de Claux) Pierre, Bâtard d’Armagnac (1486–1517 bezeugt), Baron de Caussade
              1. (unehelich, Mutter: Fleurette de Luppé) Georges d’Armagnac († 1585), Bischof von Rodez, Erzbischof von Tours, Erzbischof von Toulouse, Erzbischof von Avignon, 1544 Kardinal

          5. (II) Isabelle († 1476), Dame de Quatre-Vallées

        2. Bonne; ⚭ Charles de Valois, duc d’Orléans († 1466), (Haus Valois-Orléans)
        3. Bernard († 1462), 1423 Graf von Pardiac, 1434 Vizegraf von Carlat und Murat, 1435 Graf von La Marche, 1461 Herzog von Nemours; ⚭ Eleonore de Bourbon, Comtesse de la Marche et de Castres, 1461 Duchesse de Nemours († nach 1464), Erbtochter von Jacques II. de Bourbon, comte de La Marche (Stammliste der Bourbonen)
          1. Jacques († 1477), 1462 2. Duc de Nemours, Comte de La Marche et de Pardiac; ⚭ Louise d’Anjou († 1477), Tochter von Charles, 1. Herzog von Maine, (Jüngeres Haus Anjou)
            1. Jean († nach 1500), 3. Duc de Nemours; ⚭ Yolande de la Haye, Tochter von Louis
            2. Louis (X 1503), 4. Duc de Nemours
            3. Marguerite († 1503), 5. Duchesse de Nemours, Gräfin von Guise; ⚭ Pierre I. de Rohan, Prince de Gié († 1513), Marschall von Frankreich, (Stammliste der Rohan-Guéméné)
            4. Catherine († 1487); ⚭ Johann II., Herzog von Bourbon († 1488), (Stammliste der Bourbonen)
            5. Charlotte († 1504), 6. Duchesse de Nemours, Gräfin von Guise; ⚭ Charles de Rohan, Vicomte de Fronsac, Comte de Guise, Comte d’Orbec († 1528), (Stammliste der Rohan-Guéméné)

          2. Jean († 1493, vielleicht auch 1505), 1458 Bischof von Castres

        4. Anne; ⚭ Charles II. d’Albret, Graf von Dreux († 1471), (Haus Albret)

      3. Béatrix; ⚭ I Gaston IV., Vicomte de Béarn († vor 1381), (Haus Comminges); ⚭ II Carlo Visconti, Signore di Parma († 1391)
      4. Jean († 1409), 1387 Bischof von Mende, 1390 Erzbischof von Auch, 1407 Erzbischof von Rouen, Kardinal
      5. Bertrand († 1403) – vielleicht Nachkommen: die Herren von Sainte-Christie

    2. (II) Jeanne († 1387); ⚭ Jean de Valois, duc de Berry († 1416), (Stammliste der Valois)
    3. (II) Mathé (Marie) († 1387); ⚭ Johann I., König von Aragón und Valencia, Graf von Barcelona († 1396), (Haus Barcelona)

  2. (II) Mathé; ⚭ Bernard Ezi V., Sire d’Albret († 1357/59), (Haus Albret)
  3. (unehelich, Mutter unbekannt) Jean, genannt Le Guerre, Erzbischof, dann Patriarch von Alexandrien, 1376 Bischof von Rodez